# Thomas Davenport (wynalazca)
Thomas Davenport (ur. 9 lipca 1802 w Williamstown, zm. 6 lipca 1851 w Salisbury) – kowal, autor patentu na silnik prądu stałego.
W roku 1834 Thomas Davenport zbudował silnik komutatorowy prądu stałego i użył go później do napędu „kolejki” elektrycznej – zabawki, poruszającej się po kolistym torze. Silnik elektryczny został opatentowany 25 lutego 1837.
18 stycznia 1840 Thomas Davenport rozpoczął wydawanie gazety The Electro-Magnet, and Mechanics Intelligencer – maszyna drukarska napędzana była jednym z jego silników.